# Municipio de San Carlos (Tamaulipas)
El municipio de San Carlos es uno de los 43 municipios que conforman el estado de Tamaulipas, pertenece a la subregión Victoria. La cabecera municipal se encuentra en la localidad de San Carlos, a los 24° 31′ latitud norte y a una altitud de 432 metros sobre el nivel del mar.
Colinda al norte con el municipio de Burgos y el municipio de Linares, Nuevo León, al sur con el municipio de Padilla, al este con los de San Nicolás y Jiménez y al oeste con Villagrán e Hidalgo. Su extensión territorial es de 2,912.40 km², que representa el 3.37% del total del Estado.

## Medio físico
El municipio se localiza en plena Sierra de San Carlos, en la que destaca el Cerro del Diente, el cual es la máxima elevación de la sierra. Su terreno montañoso da origen a algunas corrientes de agua que van a desembocar al río de San Carlos o al de San Fernando. El clima es semiárido y extremoso con temperatura que varían entre los 45 °C y los 6 °C; son usuales las heladas invernales en las partes elevadas. La región asimismo sufre ocasionalmente sismos de baja magnitud apenas perceptibles.

## Clima
| Parámetros climáticos promedio de San Carlos, Tamaulipas (451 msnm) normales 1981–2010 | Parámetros climáticos promedio de San Carlos, Tamaulipas (451 msnm) normales 1981–2010 | Parámetros climáticos promedio de San Carlos, Tamaulipas (451 msnm) normales 1981–2010 | Parámetros climáticos promedio de San Carlos, Tamaulipas (451 msnm) normales 1981–2010 | Parámetros climáticos promedio de San Carlos, Tamaulipas (451 msnm) normales 1981–2010 | Parámetros climáticos promedio de San Carlos, Tamaulipas (451 msnm) normales 1981–2010 | Parámetros climáticos promedio de San Carlos, Tamaulipas (451 msnm) normales 1981–2010 | Parámetros climáticos promedio de San Carlos, Tamaulipas (451 msnm) normales 1981–2010 | Parámetros climáticos promedio de San Carlos, Tamaulipas (451 msnm) normales 1981–2010 | Parámetros climáticos promedio de San Carlos, Tamaulipas (451 msnm) normales 1981–2010 | Parámetros climáticos promedio de San Carlos, Tamaulipas (451 msnm) normales 1981–2010 | Parámetros climáticos promedio de San Carlos, Tamaulipas (451 msnm) normales 1981–2010 | Parámetros climáticos promedio de San Carlos, Tamaulipas (451 msnm) normales 1981–2010 | Parámetros climáticos promedio de San Carlos, Tamaulipas (451 msnm) normales 1981–2010 |
| Mes                                                                                    | Ene.                                                                                   | Feb.                                                                                   | Mar.                                                                                   | Abr.                                                                                   | May.                                                                                   | Jun.                                                                                   | Jul.                                                                                   | Ago.                                                                                   | Sep.                                                                                   | Oct.                                                                                   | Nov.                                                                                   | Dic.                                                                                   | Anual                                                                                  |
| -------------------------------------------------------------------------------------- | -------------------------------------------------------------------------------------- | -------------------------------------------------------------------------------------- | -------------------------------------------------------------------------------------- | -------------------------------------------------------------------------------------- | -------------------------------------------------------------------------------------- | -------------------------------------------------------------------------------------- | -------------------------------------------------------------------------------------- | -------------------------------------------------------------------------------------- | -------------------------------------------------------------------------------------- | -------------------------------------------------------------------------------------- | -------------------------------------------------------------------------------------- | -------------------------------------------------------------------------------------- | -------------------------------------------------------------------------------------- |
| Temp. máx. abs. (°C)                                                                   | 40                                                                                     | 38                                                                                     | 42                                                                                     | 43                                                                                     | 46                                                                                     | 46                                                                                     | 45                                                                                     | 44                                                                                     | 47                                                                                     | 38                                                                                     | 38                                                                                     | 35                                                                                     | 47                                                                                     |
| Temp. máx. media (°C)                                                                  | 22.1                                                                                   | 25.3                                                                                   | 28.4                                                                                   | 31.6                                                                                   | 33.7                                                                                   | 34.8                                                                                   | 34.9                                                                                   | 35.2                                                                                   | 32.5                                                                                   | 29.6                                                                                   | 26.2                                                                                   | 22.1                                                                                   | 29.7                                                                                   |
| Temp. media (°C)                                                                       | 14.7                                                                                   | 17.4                                                                                   | 20.3                                                                                   | 23.7                                                                                   | 26.6                                                                                   | 27.8                                                                                   | 28.1                                                                                   | 28.1                                                                                   | 25.6                                                                                   | 22.4                                                                                   | 18.9                                                                                   | 15.2                                                                                   | 22.4                                                                                   |
| Temp. mín. media (°C)                                                                  | 7.3                                                                                    | 9.5                                                                                    | 12.2                                                                                   | 15.8                                                                                   | 19.5                                                                                   | 20.8                                                                                   | 21.2                                                                                   | 20.9                                                                                   | 18.7                                                                                   | 15.3                                                                                   | 11.5                                                                                   | 8.3                                                                                    | 15.1                                                                                   |
| Temp. mín. abs. (°C)                                                                   | -6.5                                                                                   | -3.5                                                                                   | -5                                                                                     | 0                                                                                      | 6.5                                                                                    | 8                                                                                      | 13.5                                                                                   | 12                                                                                     | 0                                                                                      | 0                                                                                      | -5                                                                                     | -5.5                                                                                   | -6.5                                                                                   |
| Precipitación total (mm)                                                               | 25.4                                                                                   | 21.8                                                                                   | 30.4                                                                                   | 52.1                                                                                   | 93.9                                                                                   | 94.4                                                                                   | 81.5                                                                                   | 105.7                                                                                  | 142.6                                                                                  | 60.4                                                                                   | 19.5                                                                                   | 29.7                                                                                   | 757.4                                                                                  |
| Días de precipitaciones (≥ 0.1 mm)                                                     | 3.7                                                                                    | 2.6                                                                                    | 2.9                                                                                    | 4.2                                                                                    | 6.3                                                                                    | 5.7                                                                                    | 5.7                                                                                    | 5.9                                                                                    | 8.7                                                                                    | 4.7                                                                                    | 2.1                                                                                    | 3                                                                                      | 55.5                                                                                   |
| Fuente: Servicio Meteorológico Nacional                                                |                                                                                        |                                                                                        |                                                                                        |                                                                                        |                                                                                        |                                                                                        |                                                                                        |                                                                                        |                                                                                        |                                                                                        |                                                                                        |                                                                                        |                                                                                        |

## Demografía
Está integrado por 9331 habitantes, lo cual marca un descenso  respecto a los 9577 habitantes que había la década anterior. La población se reparte en 261 localidades, de las cuales las más importantes son: la cabecera municipal (con 1051 habitantes), Graciano Sánchez, Barranco Azul, La Gavía, José Silva Sánchez, El Gavilán y Marmolejo.

## Economía
Antaño la minería de plata era la principal actividad económica, si bien aún quedan rastros de esa vocación en las minas de mármol de la actualidad. La agricultura es la principal actividad en la actualidad. Se produce mezcal.